# Томара Степан Васильович
Степан Васильович Томара (нар.. 2 вересня 1719 — пом.. до 6 червня 1794) — представник українського козацько-старшинського роду Томар, бунчуковий товариш, колезький радник і депутат дворянства Переяславського повіту. Найняв для навчання свого сина Василя відомого українського філософа та педагога Григорія Сковороду.

## Життєпис
Степан Томара народився 1719 року в родині Василя Степановича Томари (1694—1736). Згодом став дідичем, успадкувавши від батька та діда Стефана Томари село Каврай (тепер Коврай Гельмязівської сільської громади Золотоніського району Черкаської області), «…а оиими населено на купленних в давних годах от разних обитателей грунтах…».
Весною чи восени 1753 року бунчуковий товариш Степан Томара запросив відомого українського філософа та педагога Григорія Сковороду працювати домашнім учителем у нього в маєтку в селі Каврай. Його туди направив митрополит Тимофій Щербацький. Договір, за яким семилітній син поміщика Василь, розбещений матір'ю Ганною, був довірений Сковороді «в смотреніе и науку», укладено на один рік. Тут у маєтку Сковорода написав низку віршів до збірки «Сад божественних пісень», заклав основи своїх філософської та педагогічної систем.
За інформацією з книги генеральної ревізії села Каврай, проведеній 31 серпня 1767 року (так званий Рум'янцевський опис), володів дворами «задворних посполитих» 364 чоловіків та 338 жінок, а також 79 особами «престарелих и увеченних κ работЬ неспособных».
Згідно із заповітом Степана Томари від 20 січня 1793 року йому належало більше десятка містечек, сіл, слобідок та хуторів, зокрема, у Війтівці (нині село Супоївка в Бориспільському районі Київської області), Підставок (нині Підставки Золотоніського району Черкаської обл.), Нова Гребля, Богушова слобідка, Бубновська, слобідка, Синьооківка, Красьонівка, Семенівка, Гутчан, хутори Кабанівський, Михайлівський, острови на Дніпрі тощо «по послЬдній 782 года ревизіи за мною записанними». Отже, в нього було тисячі десятин землі і тисячі кріпаків. Кріпаки писали скарги гетьманові Кирилу Розумовському на порушення Степана Томари. Зокрема, в 1757 року козак Іван Кузьменко з села Війтівка скаржився, що Томара обертає його з братами у власних посполитих — кріпаків, через свого війта «приказивает ему йти на панщину», забрав його землю, так що цього козака «еовся розорили» і що він «того козачого звання лишается». Всі згадані села, землі і людей Степан Томара відписав своїм трьом синам — найстаршому Василеві, а також Павлові та Михайлові, що були секунд-майорами.
Товариш Сковороди Коваленський називає Степана Томару "Старик Тамара, який «…від природи мав великий розум і, по службі, спілкуючись з іноземцями, набув нарочитих знань, проте дотримуючи багато застарілих упереджень, властивих грубого виховання людям, які дивляться з презирством на все те, що не одягнено гербами та не розписано родословними».
У селі Коврай нині берігся погріб часів Сковороди на території колишнього маєтку Степана Томари.

## Родина
Одружився в 1743 році з Ганною Кочубей (нар. бл. 1722 — пом. до 1826) — донькою полтавського полковника Василя Кочубея (? — 21.08.1743), онукою генерального судді Василя Леонтійовича Кочубея (?-14.07.1708) та гетьмана Данила Павловича Апостола (1654—1734), точніше його дружини Анастасії Данилівни Апостол. Ганна вийшла заміж за 24-річного Степана Томару всупереч батьківській волі, за що була позбавлена спадщини.
У шлюбі в родовому маєтку в селі Коврай народилося п'ятеро доньок і троє синів. Первінцем була Єлизавета Томара (Сулима). У 1746 році народився син Василь — згодом російський дипломат, офіційний повноважний посол Росії в Туреччині, сенатор. Близько 1748 року народилася донька Марфа Степанівна Томара (Булюбаш). Близько 1751 року — середній син Павло Степанович Томара. Через три роки (в 1754 році) на світ з'явилася донька Уляна, а ще через три роки — наймолодша донька Софія Степанівна Томара (нар. бл. 1757 — пом. після 1826). Найменший син Михайло народився в 1766 році, коли батьку виповнилося 47 років, а матері 44.
Видаючи заміж своїх доньок Степан Томара кожній виділяв посаг алмазними перснями і сережками, золотими браслетами, табакерками, годинниками, сріблом, шубами, мантильями, каретами, кіньми, худобою тощо, кожній на загальну суму добра у 6—7 тисяч карбованців.